# Prací automat
Prací automat (v anglickém originále The Laundromat) je americký komediálně-dramatický film z roku 2019, který natočil Steven Soderbergh podle scénáře Scotta Z. Burnse. Je natočen podle knihy Tajný svět o skandálu Panama Papers, kterou napsal Jake Bernstein. Ve filmu hrají Meryl Streepová, Gary Oldman, Antonio Banderas, Robert Patrick, Jeffrey Wright, David Schwimmer, Matthias Schoenaerts, James Cromwell a Sharon Stoneová.
Světová premiéra se uskutečnila 1. září 2019 na 76. ročníku Mezinárodního filmového festivalu v Benátkách a 27. září 2019 byl film uveden do vybraných kin ve Spojených státech. Dne 18. října 2019 byl vydán na streamovací platformě Netflix. Film získal od kritiků smíšené hodnocení.

## Děj
Právníci Jürgen Mossack (Gary Oldman) a Ramón Fonseca (Antonio Banderas) provázejí diváka třemi příběhy lidí, kteří byli ovlivněni praktikami jejich firmy Mossack Fonseca – panamské advokátní kanceláře zapojené do skandálu Panama Papers. Film kombinuje fikci s reálnými událostmi.
První příběh sleduje Ellen Martin (Meryl Streep), jejíž manžel zemře při nehodě výletní lodi. Ellen se marně snaží získat odškodnění – pojišťovna existuje jen jako skořápková firma na ostrově Nevis, spravovaná lidmi napojenými na Mossack Fonseca. Ellen cestuje na Nevis, ale její snaha o spravedlnost končí bez úspěchu, i když manažer trustu (Jeffrey Wright) je později zatčen v Miami.
Druhý příběh sleduje Simone, dceru afrického miliardáře, která dostane akcie jako úplatek za mlčení o otcově aféře. Když je ale chce proměnit v peníze, zjistí, že firma je prázdná skořápka a peníze byly převedeny jinam – opět skrze Mossack Fonseca.
Třetí příběh vychází z čínského skandálu Wang Li-ťün. Zprostředkovatel Maywood je otráven poté, co se pokusí vydírat čínskou političku Ku Kchaj-laj. Ta se později přizná a je spolu s manželem Po Si-lajem zatčena za vraždu a korupci.
Film končí zveřejněním Panama Papers, zatčením Mossacka a Fonsecy, a uzavřením jejich firmy. V závěru Streep jako sama sebe apeluje na nutnost reformy financování politických kampaní v USA a připomíná, že daňové ráje a praní špinavých peněz stále přetrvávají.